# Andreï Kharitonov (joueur d'échecs)
Pour les articles homonymes, voir Kharitonov et Andreï Kharitonov.
Andreï Vladimirovitch Kharitonov (en russe : Андрей Владимирович Харитонов) est un joueur d'échecs soviétique puis russe né le 1er avril 1959 à Ivanovo et mort le 13 janvier 2012 à Moscou. Champion de Moscou et de Russie, il remporta trois fois de suite la coupe d'Europe des clubs d'échecs avec l'équipe d'échecs du CSKA Moscou et reçut le titre de grand maître international en 1993.

## Carrière aux échecs
Andreï Kharitonov est né en avril 1959. Il remporta le championnat de la RSFSR de Russie en 1987, après avoir fini deuxième ex æquo en 1986. Il se qualifia deux fois  pour la finale du  championnat d'URSS d'échecs et finit 18e du championnat soviétique en 1984 et en 1989.
En 1987, il remporta le mémorial Tchigorine disputé à Leningrad.
Après avoir obtenu le titre de grand maître en 1993, il finit onzième ex æquo du championnat de Russie d'échecs 1994 qui était un système suisse.
En 1990, il fut un des secondants d'Anatoli Karpov pour le championnat du monde.
Kharitonov participa plusieurs fois au championnat de Moscou et devint Champion de Moscou en 2002. 
Son meilleur classement Elo fut de 2 585 points, obtenu en janvier 1998. Il fut classé  53e joueur mondial en juillet 1988 avec un classement Elo de 2 550 points.
Avec l'équipe du CSKA Moscou, il remporta la coupe d'Europe des clubs d'échecs en 1985-1986, 1987-1988 et 1989-1990 (en 1987, Kharitonov ne disputa que les qualifications et pas le tournoi final).
Il réduisit sa carrière de joueur dans les années 2000 pour entraîner des jeunes et mourut à Moscou en 2012, à l'âge de 52 ans.